# Bouleternère
Bouleternère település Franciaországban, Pyrénées-Orientales megyében. Lakosainak száma 953 fő (2022. január 1.). Bouleternère Ille-sur-Têt, Saint-Michel-de-Llotes, Casefabre, Boule-d’Amont és Rodès községekkel határos.

## Földrajz

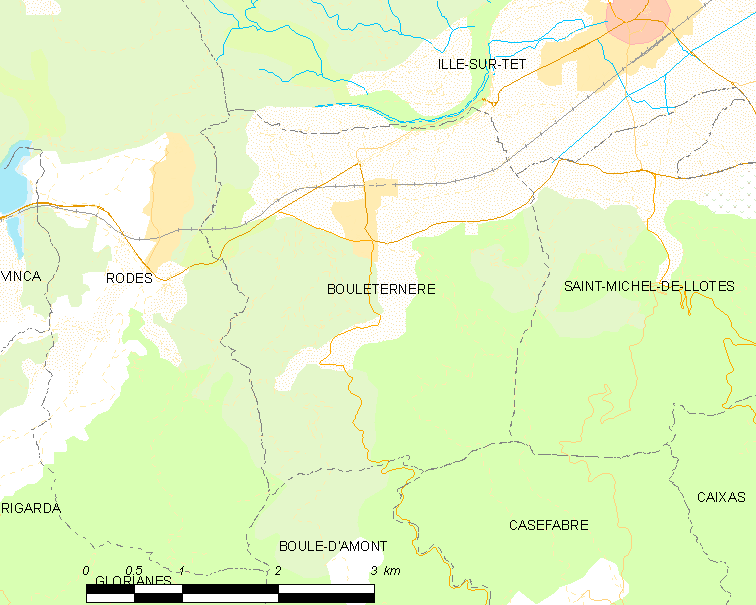
Bouleternère térképe

## Népesség
A település népességének változása:
| Lakosok száma | 906  | 927  | 939  | 935  | 943  | 949  | 957  | 955  | 953  |
|               | 2013 | 2015 | 2016 | 2017 | 2018 | 2019 | 2020 | 2021 | 2022 |